# Ius aedificandi

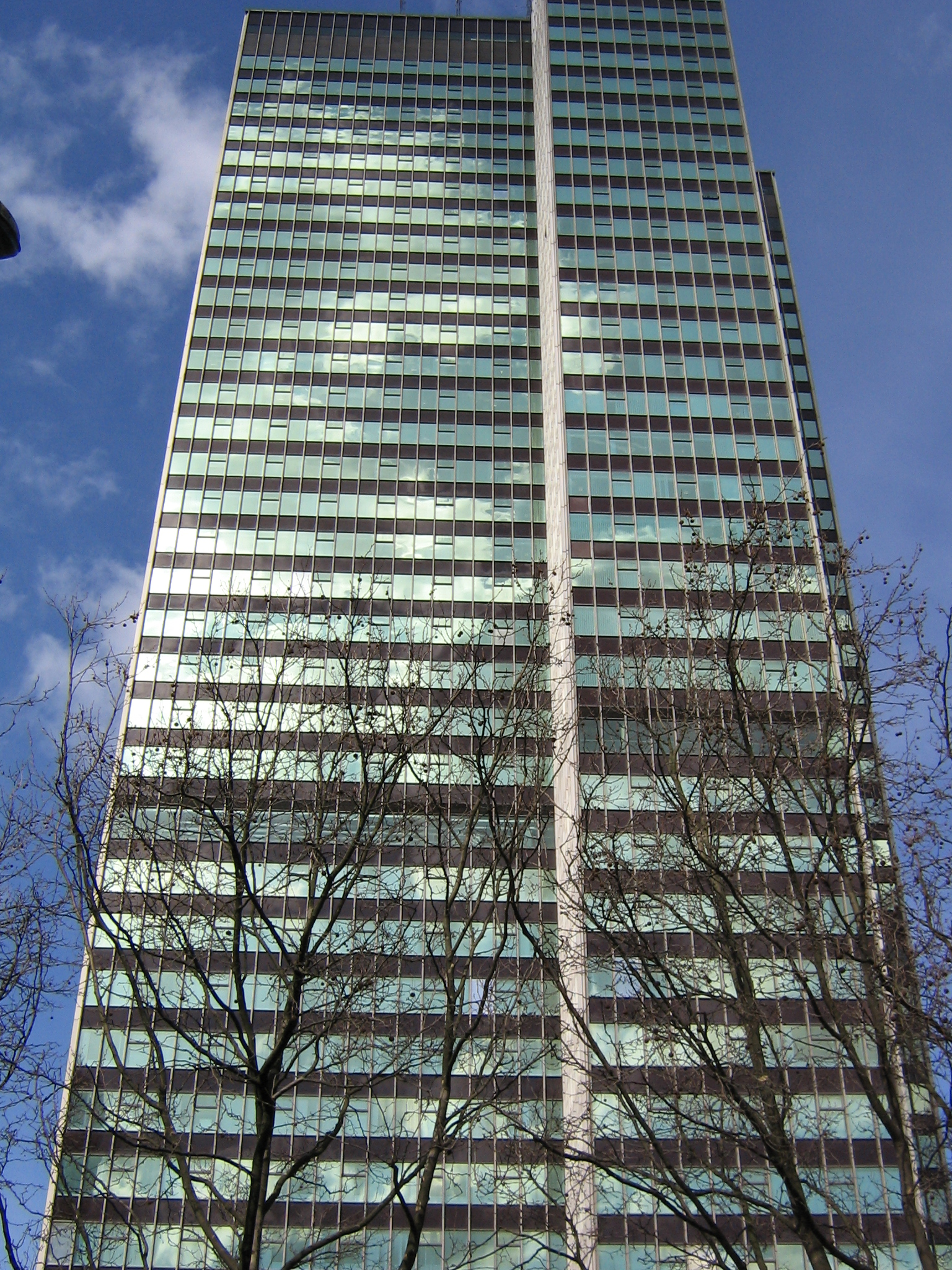
El rascacielos es el tipo de edificio que representa la sublimación del ius aedificandi.

Ius aedificandi es una expresión latina, que proviene del Derecho romano, y literalmente se traduce como derecho a edificar, aunque su verdadero significado, entendido de manera más precisa, sería derecho a edificar haciendo propio lo edificado. 

## Diversas acepciones
Hoy se puede contemplar el ius aedificandi, desde la óptica del derecho privado, en su forma civil, en el llamado derecho de accesión (cfr. arts. 353 y 354 del Código Civil español), por el cual el dueño del suelo hace suyo lo edificado o plantado sobre el mismo (por ejemplo, los pisos pertenecen al dueño del solar, o parcela, sobre la cual han sido edificados) por derecho de accesión. 
También se suele denominar ius aedificandi a la edificabilidad, pero desde una perspectiva de orden público, exteriorizada conceptualmente por las normas de derecho público, reguladoras del planeamiento y la ordenación territorial, con la denominación de aprovechamiento urbanístico, que viene a ser el derecho al volumen edificatorio que se haya reconocido al suelo en las disposiciones legales aprobadas al efecto por la Administración pública competente en derecho para materializar los modelos concebidos por la misma para la ordenación del territorio y el urbanismo.
Asimismo se entiende como algo íntimamente relacionado con el derecho de superficie, de modo que dicho derecho real representa el cuerpo de la transmisión a otro sujeto de una parte del ius aedificandi atribuido a la parcela de su origen por las normas del desarrollo urbanístico y ordenación del territorio.